# Ambassade de Suède en Algérie
L'Ambassade de Suède en Algérie (en arabe : سفارة السويد في الجزائر)  est la mission diplomatique de la Suède en Algérie après son indépendance en 1962. Le premier ambassadeur suédois a été accrédité à Alger en 1963. L'ambassadeur depuis 2021 est Björn Häggmark.

## Histoire des relations
La Suède entretient des relations avec l'Algérie depuis 1727, et le premier consulat suédois a été établi en 1729, Carl Réftelieus fut le premier consul à Alger. Le premier accord bilatéral entre la Suède et l'Algérie a été signé en 1729. L'ambassade suédoise à Alger a été ouverte après l'indépendance de l'Algérie en 1962. L'ambassade était subordonnée au consulat jusqu'en 1968.
De 1968 à 1980, l'ambassadeur suédois était également accrédité à Bamako, au Mali. Depuis 2012, la Suède et la Pologne partagent des ambassades. L'ambassade de Pologne à Alger représente la Suède pour la demande de visa Schengen. L'ambassade suédoise n'effectue pas d'opérations de visa.

## Ambassadeur
- Eva Emnéus était ambassadrice en 2011.
- Depuis 2016, l'ambassadrice de Suède en Algérie est Marie-Claire Swärd Capra.

## Conflit diplomatique
Le 24 juillet 2023, l'Algérie convoque le chargé d'affaires de l'ambassade de Suède en Algérie pour exprimer officiellement sa protestation à la suite des profanations du Coran à Stockholm.